# ディエゴ・フランカ
- ジエゴ・フランサ

ディエゴ・エンヒケ・フランカ（Diego Henrique Franca、1987年4月6日 - ）は、ブラジル・パラナ州マリンガ出身で新日鐵住金かずさマジックに所属した日系ブラジル人の元社会人野球選手（捕手）。
所属していたチームでの登録名は「ジエゴ・エンヒケ・フランサ」、スコアボード等での表示は主に「ジエゴ」。

## 経歴
ブラジル・パラナ州マリンガ生まれ。ブラジル人の父と日系人の母を両親に持つ。7歳で来日、当初は広島県呉市在住だったが中学入学でブラジルに戻って野球を始め、頭角を現してヤクルト野球アカデミーへ移る。
高校は八王子実践高へ野球留学。その後富士大学へ進み、2009年の第58回全日本大学野球選手権大会では、守安玲緒（その後三菱重工West）とバッテリーを組み、同大学および北東北大学野球連盟代表チーム史上最高の準優勝に貢献した。
2010年にかずさマジックへ加入（所属企業は山九）。加入後3年間でかずさマジックは都市対抗野球大会・社会人野球日本選手権大会に計3度出場し本戦で4試合戦っているが、フランカの出場機会はなかった。
2012年に第3回WBCのブラジル代表本戦に選ばれた。2012年秋に行われた同大会予選ではブラジル代表の正捕手にメジャーリーガーのヤン・ゴームズ（インディアンス）が参加していたが、本大会を前にゴームズが出場を辞退したために代表入りを果たした。
本大会直前に行われた壮行試合でもう一人の捕手である平田ブルーノが立て続けに盗塁を許したことも手伝い、フランカは本大会3試合で先発出場、うち2試合はフル出場を果たしたが、打撃では8打数ノーヒット（1打点）に終わった。
第84回都市対抗野球大会では準々決勝の対パナソニック戦でチームが逆転を果たした9回裏に3番手捕手として2大大会初出場。1イニングを無失点に抑えるリードを見せたが、同年限りで現役を引退した。その後は同社で社業に就く。

## プレースタイル
肩が強く、強気なリードが特徴。一方165cmの小柄な体躯のため（当時のNPB現役捕手で最も背の低い藤井彰人（170cm）よりも背が低い）打撃に難があることを本人も認めている。